# Vârfu Dealului, Suceava
Vârfu Dealului este un sat în comuna Pârteștii de Jos din județul Suceava, Bucovina, România.
 Acest articol despre o localitate din județul Suceava este deocamdată un ciot. Puteți ajuta Wikipedia prin completarea lui.